# 友村哲二

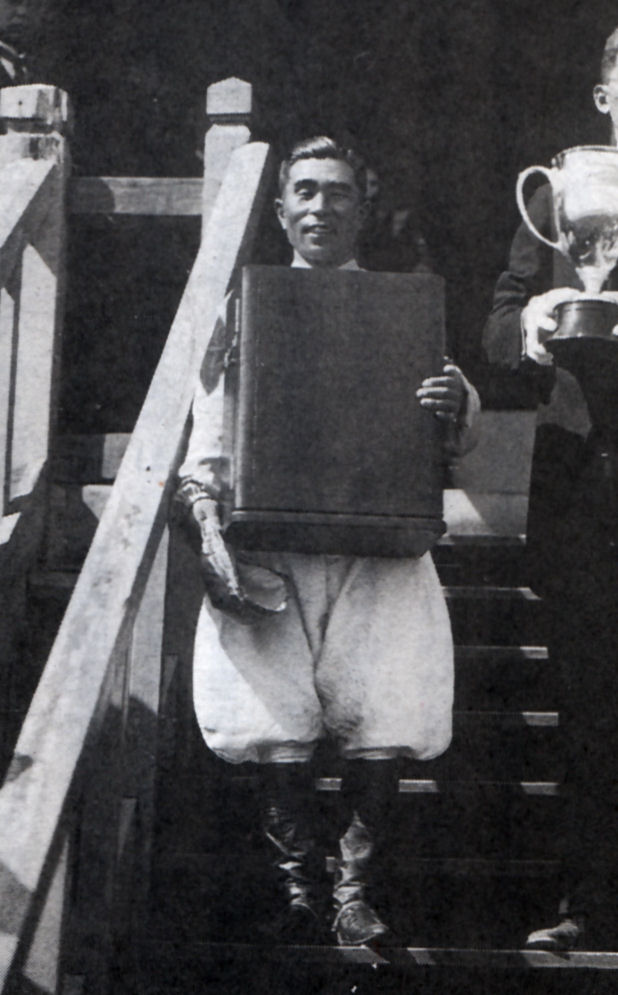
1932年・阪神帝室御賞典（春）優勝時。

友村 哲二（ともむら てつじ、1895年～1896年 - 没年不明）は、日本の競馬騎手、調教師。

## 経歴・人物
15歳の時に青池良佐厩舎へ入門。20歳前後の頃は競馬の景況が著しく悪かったため、北海道で牧夫、樵夫、菓子売といった職を季節ごとに転々としていた。
しかしその後、1921年春には騎手として鳴尾、目黒の両帝室御賞典に優勝するなど活躍。このころより京都競馬場を拠点とし、37歳の時に青池から独立した。
1932年には名繁殖牝馬としても名を残すロビンオー（繁殖名マンナ）で帝室御賞典を制したが、同馬への騎乗を最後に騎手を引退し、調教師専業となる。その後、「馬将軍」とも呼ばれた陸軍人・遊佐幸平の支援を受けて満州国で養豚業を興し、厩舎を弟子の上村正行や大久保石松に任せて両国を往復する生活を送った。
1941年には大久保に厩舎を譲って競馬界から離れる。その後事業が頓挫して帰国したが、競馬界に戻ることはなく、消息については詳らかでない。

## 主な騎乗馬
- ハツタマ（1921年阪神帝室御賞典・春）
- クワンサイ（1921年目黒帝室御賞典・春）
- チハヤ（1922年阪神帝室御賞典・秋）
- ロビンソン（1925年優勝内国産馬連合競走・春）
- クイック（1928年小倉帝室御賞典）
- サイピット（1931年各内国産馬連合競走・春）
- ロビンオー（1932年阪神帝室御賞典・春）